# Lysandra clio
Lysandra clio är en fjärilsart som beskrevs av Thierry-mieg 1911. Lysandra clio ingår i släktet Lysandra och familjen juvelvingar. Inga underarter finns listade i Catalogue of Life.